# Loxoneura disjuncta
Loxoneura disjuncta är en tvåvingeart som beskrevs av Wang och Chen 2004. Loxoneura disjuncta ingår i släktet Loxoneura och familjen bredmunsflugor. Inga underarter finns listade i Catalogue of Life.